# Aliki (Vorname)
Alíki ist ein griechischer weiblicher Vorname.

## Herkunft und Bedeutung des Namens
Einer Theorie nach wurde der Name vom altfranzösischen Aëlis, Kurzform von Adelheid, mit der Bedeutung „von edlem Stand, von edlem Wesen“, über die moderne Form Alice zu Αλική (Alíki) gräzisiert.

## Namensträgerinnen
- Aliki Vougiouklaki (1934–1996), griechische Schauspielerin